# Place Stanislas
Die Place Stanislas (deutsch Stanislas-Platz, veraltet Stanislaus-Platz) ist ein barockklassizistisches städtebauliches Ensemble inmitten von Nancy, in Lothringen/Frankreich. 1983 wurde dieser Platz mitsamt der angrenzenden Place de la Carrière und der Place d’Alliance in die Liste des Weltkulturerbes der UNESCO aufgenommen.

Place Stanislas nach der Restaurierung 2005

## Geschichte

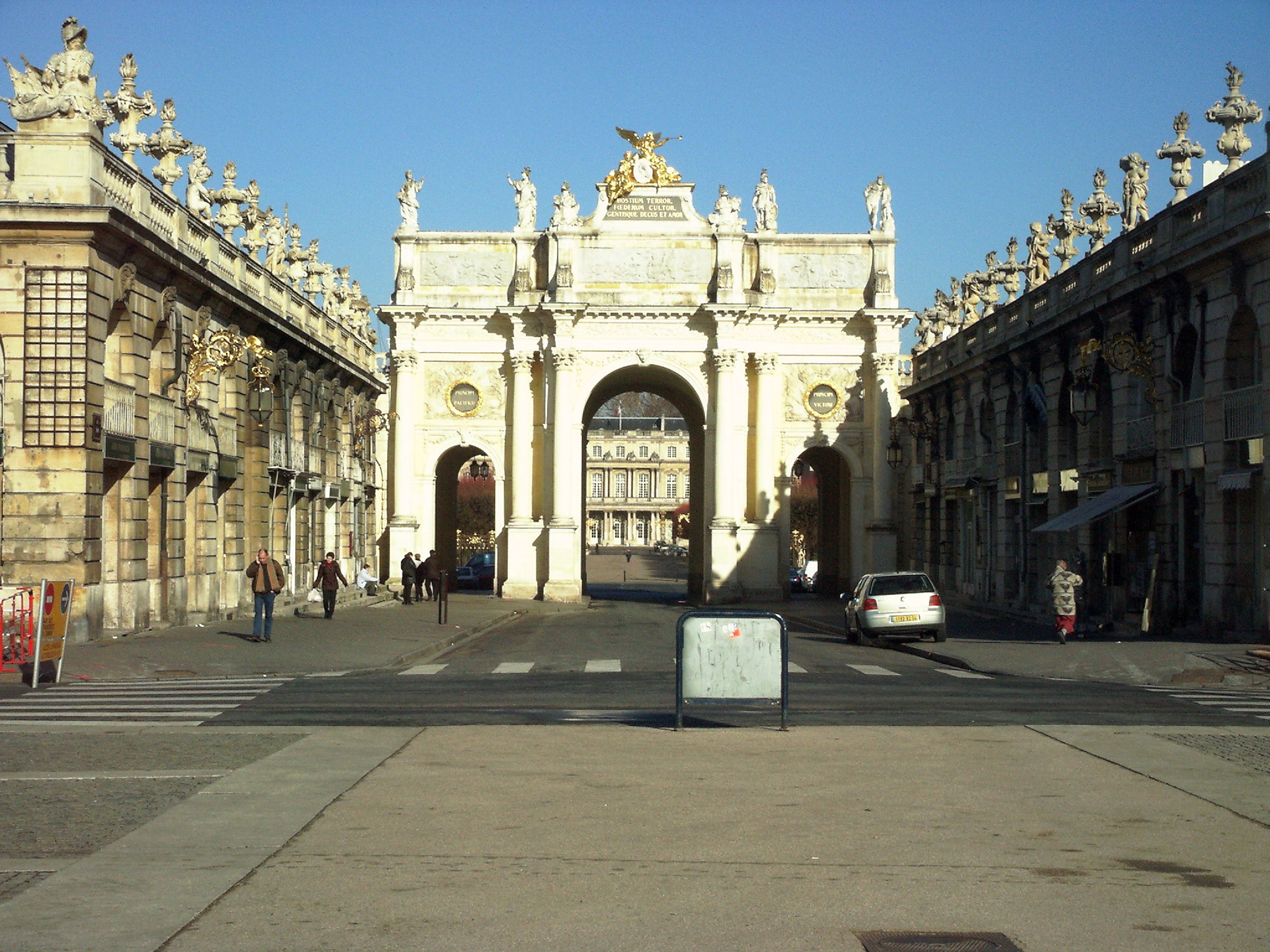
Ludwig XV. ist nur noch im Medaillon des Arc Héré zu sehen. Zustand 2004

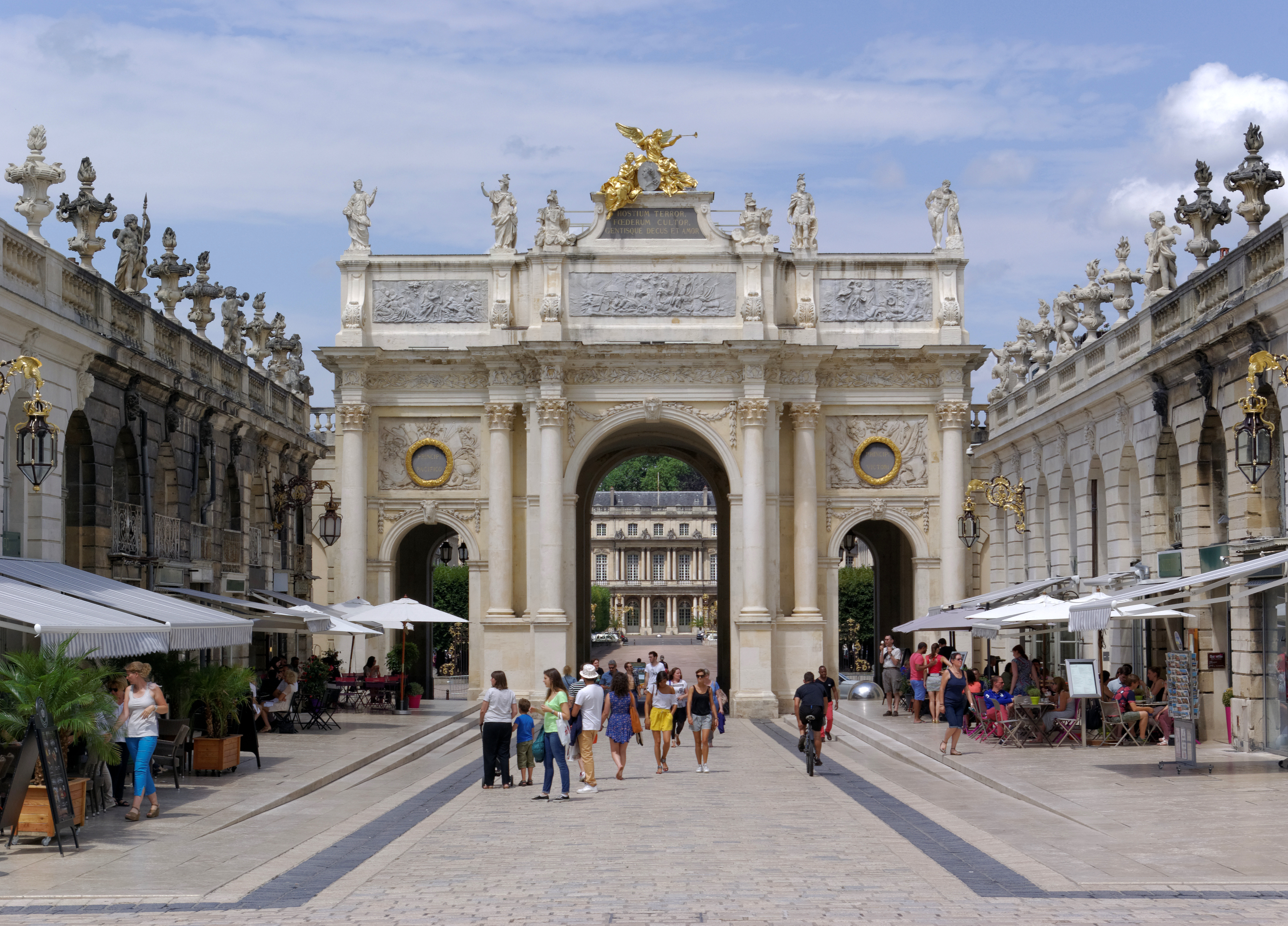
Zustand 2014

Der Platz war eine der wichtigsten städtebaulichen Maßnahmen im Nancy des 18. Jahrhunderts; die Idee dazu stammt von Stanisław Leszczyński (im Französischen: Stanislas), dem Herzog von Lothringen und ehemaligen König von Polen, um die mittelalterliche Stadt (franz. vieille ville, dt. alte Stadt) aus dem 10. Jahrhundert mit der Neustadt (franz. ville neuve) aus dem 16. Jahrhundert zu verbinden. Der Platz wurde zu Ehren von Stanislas’ Schwiegersohn Ludwig XV., dem er auch das Herzogtum Lothringen verdankte, Place Royale getauft.
Die Bauarbeiten begannen im März 1752 und endeten im November 1755. Der Platz mit den angrenzenden Gebäuden ist ein Entwurf des Architekten Emmanuel Héré. Er ist von kunstvollen Schmiedearbeiten umgeben, die das Werk Jean Lamours sind.
Inmitten des Platzes befand sich eine gusseiserne Statue Ludwigs XV., die allerdings im Laufe der französischen Revolution entfernt wurde. 1831 wurde stattdessen eine Statue von Stanislas errichtet; seitdem wird der Platz „Place Stanislas“ genannt. Von diesem Platz führt die rue Stanislas zum Bahnhof Nancy-Ville.